# Maus Frères
Maus Frères — швейцарское акционерное общество, владеющее торговой сетью Manor AG (Швейцария) и модными домами Lacoste и Gant.

## История
В 1902 году женевские предприниматели братья Эрнест и Анри Маус открыли свой первый магазин в самом центре Швейцарского плато — в городке Люцерн. Директором универмага был назначен их основной компаньон Леон Норманн. Начальные буквы фамилий сложились в логотип акционерного общества Ma...Nor AG. Сеть розничной торговли вскоре вышла за пределы швейцарских границ. В сентябре 2000 года был проведён последний ребрендинг компании.
В мае 2008 года фирма приобрела международный бренд Gant. С ноября 2012 года фирма также владеет контрольным пакетом акций предприятий Lacoste.
К лету 2019 года акционерное общество располагает 58 крупными торговыми центрами в различных городах Европы с общим оборотом 3 миллиарда швейцарских франков. Управление компанией осуществляет дирекция, расположенная в Базеле (поблизости от границы с Германией и Францией). 
Прочие владения акционерного общества включают в себя рестораны Manora (в совместном управлении с французской группой Carrefour), магазины спортивных товаров Athleticum (в совместном управлении с французской фирмой Decathlon), магазины строительных материалов Jumbo.